# Kazi Razi
Der Kazi Razi (oder Kongbugang) ist ein Berg im Himalaya im autonomen Gebiet Tibet. 
Der 6505 m hohe Berg erhebt sich an der Grenze der Gemeinde Quchomo im Westen und der Großgemeinde Cona im Osten im Kreis Cona im Regierungsbezirk Shannan der Volksrepublik China. Er bildet die höchste Erhebung eines vergletscherten Gebirgszugs, der in Nord-Süd-Richtung verläuft. Im Westen wird der Gebirgszug vom Fluss Nyashang Chu flankiert, östlich verläuft der Cona-Nariyong Co-Graben mit dem knapp 12 km nordöstlich auf einer Höhe von etwa 4800 m hoch gelegenen See Nariyong Co. Die Ostflanke wird über den Fluss Cona nach Süden entwässert. Der nächstgelegene höhere Berg ist der 67 km nördlich gelegene Yalaxiangbo mit 6636 m. 